# Gespleten franjezwam
De gespleten franjezwam (Thelephora anthocephala) is een schimmel behorend tot de familie Thelephoraceae. Hij komt voor in loofbossen op voedselrijke rivierklei en humeuze zandgrond. Hij vormt mycorrhiza met loofbomen als beuk (Fagus sylvatica) en wilgen (Salix).

## Naamgeving
De gespleten franjezwam werd oorspronkelijk in 1786 als nieuw voor de wetenschap beschreven door de Franse botanicus Jean Baptiste François Pierre Bulliard, die de soort in het geslacht Clavaria opnam. Elias Magnus Fries plaatste de zwam in Thelephora in zijn werk Epicrisis Systematis Mycologici uit 1838.

## Kenmerken

### Uiterlijke kenmerken
De vruchtlichamen zijn bossig, soms lijkend op een bloemkroon. Hoogte tot 6 cm, onregelmatige rozetvorm. De vruchtlichamen staan samen. Bij een enkel exemplaar groeien zijdelingse, afgeplatte, diep ingesneden en gekartelde twijgen uit een korte steel. Vruchtlichamen zijn witachtig, licht roestbruin en worden na verloop van tijd donkerder. Geen duidelijke geur. Het oppervlak is vlak.

### Microscopische kenmerken
Het hymenium donkerbruin of grijspaars. De basidia meten 40-80 × 7-11 μm met sterigmata van 5-7 × 2-4 μm. Cystidia ontbreken. De hyfen zijn 2–6,4 μm breed, met gespen. Onregelmatig papillaire sporen meten 7–11 × 5–8,5 µm.

## Verspreiding
Het wordt alleen gevonden in Noord-Amerika en Europa. De soort staat ook op de lijsten van bedreigde diersoorten in Duitsland, Denemarken, Nederland, Zweden en Polen.

## Ecologie
De gespleten franjezwam groeit in loofbossen, op de grond. Hij leeft saprotroof op plantenresten. Hij produceert vruchtlichamen van juli tot november.

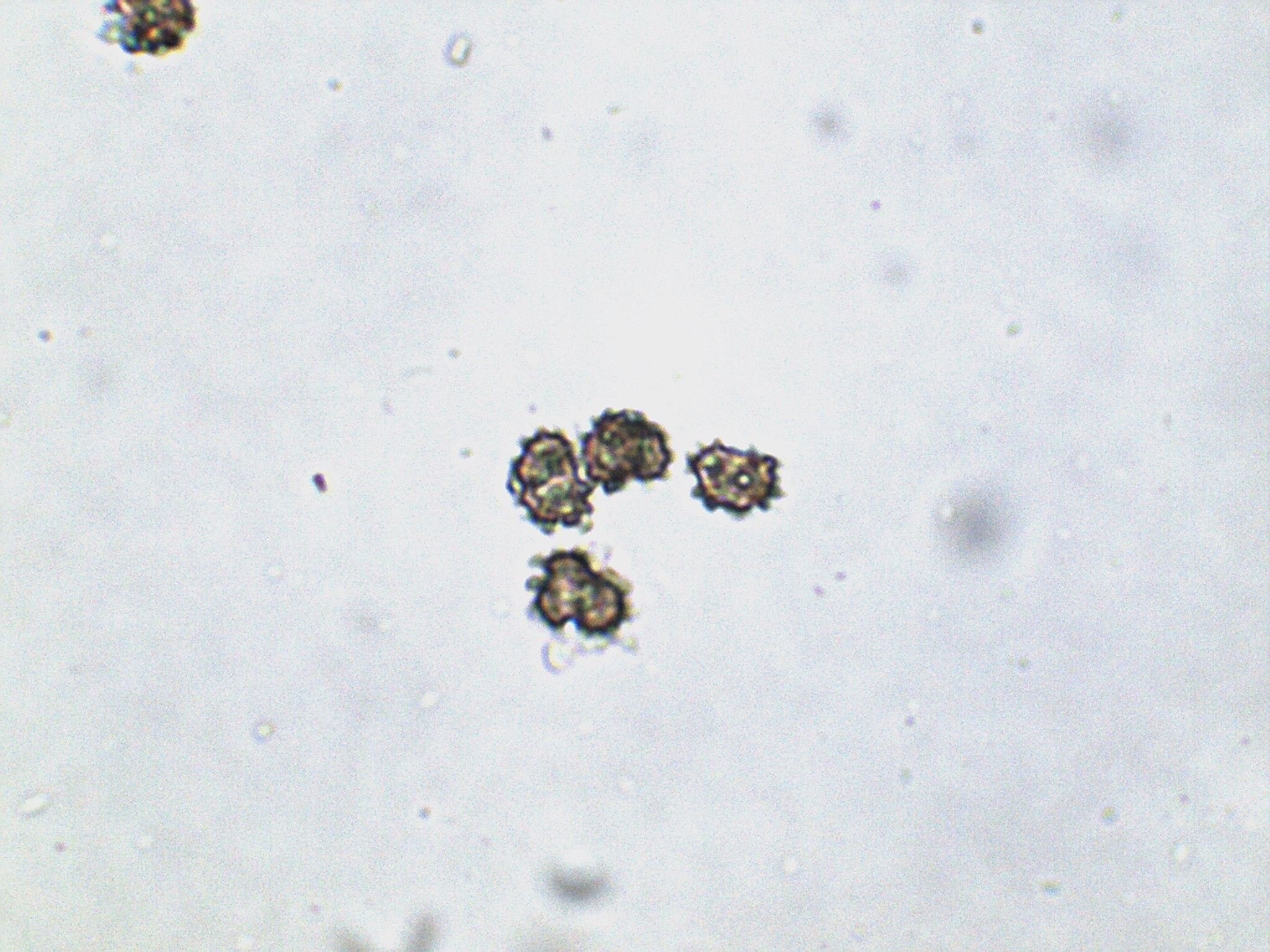
Sporen